# Amazon (Schiff, 1795)
Die Amazon, auch HMS Amazon, war eine 36-Kanonen-Fregatte der gleichnamigen Klasse der britischen Marine, die von 1795 bis 1797 in Dienst stand.

## Geschichte
Die spätere Amazon wurde am 24. März 1794 bestellt und nach einem Entwurf von Sir William Rule, unter der Bauaufsicht von John Wells, in einer Werft in Rotherhithe (London) im Juni 1794 auf Kiel gelegt. Der Stapellauf erfolgte am 4. Juli 1795. Die Baukosten betrugen 15.547 Pfund Sterling. Anschließend verlegte der Rumpf in die Deptford Dockyard, wo die Endausrüstung, für weitere 9.134 Pfund Sterling, bis zum 25. September 1795 durchgeführt wurde.
Nach ihrer Indienststellung versah das Schiff, unter dem Kommando von Robert Carthew Reynolds, als Teil des Geschwaders von Sir Edward Pellew Dienst vor der französischen Küste. Hierbei wurde der Hafen von Brest beobachtet, um etwaige Versuche der französischen Flotte zu melden, den Hafen zu verlassen. Am 20. April beteiligte sie sich an der Jagd auf die Virginie mit 40 Kanonen, die die Fregatte HMS Indefatigable schließlich übernahm. Am 13. Juni war die Amazon beteiligt an der Eroberung der Les Trois Couleurs mit 14 Kanonen bei Brest.
Am 11. Dezember 1796 konnte die Amazon die Nachricht vermelden, dass sieben französische Linienschiffe den Hafen von Brest erreicht haben. Dies war ein Teil der Vorbereitungen auf die Invasion von Irland. Die französische Flotte verließ den Hafen, entzog sich dem Hauptteil der britischen Blockadeflotte und segelte nach Bantry Bay. Trotzdem wurde die Flotte durch Stürme zerstreut und viele Schiffe kehrten nach Frankreich zurück, ohne viel erreicht zu haben.
Im Manöver vom 13. Januar 1797 traf die Amazon in Begleitung von Pellews Indefatigable auf das französische Schiff Droits de l'Homme, ein Linienschiff mit 74 Kanonen. Normalerweise greift keine Fregatte ein Linienschiff an, weil sie unter schwersten Beschuss geraten würde. Es herrschte aber stürmischer Seegang, und das französische Schiff konnte die Kanonenluken des unteren Decks nicht öffnen, weil es sonst Gefahr lief, überflutet zu werden. Dies reduzierte seine Breitseiten erheblich.
Pellew war sieben Meilen von der Amazon entfernt, als er die Droits de l'Homme zum ersten Mal angriff. Eineinhalb Stunden später rückte die Amazon auf und schoss eine Breitseite in die Quartiere der Franzosen. Die beiden Fregatten griffen sie von beiden Seiten an, versuchten sie vom Kurs abzubringen, während sie das meiste Gegenfeuer vermieden. Um 4:20 am Morgen des 14. Januars sichtete man unvermittelt Land und die Fregatten brachen ihren Angriff ab und segelten in entgegengesetzte Richtungen davon. Die Amazon hielt sich nach Norden und wegen schwerer Schäden konnte sie sich nicht mehr über Wasser halten und lief auf Grund bei Audierne Bay von Île de Batz. Drei Crewmitglieder waren während des Gefechts getötet worden und sechs weitere ertranken, aber der Rest konnte sich an die Küste retten. Dort wurden sie von den Franzosen gefangen gesetzt. Die Droits de l'Homme, im Kampf schwer beschädigt, lief ebenfalls auf Grund.
Das Militärgericht vom 29. September 1797, welches routinemäßig nach dem Verlust eines Schiffes einberufen wurde, sprach Kapitän Reynolds und seine Offiziere im Zusammenhang mit dem Verlust des Schiffes ehrenvoll von jeglicher Nachlässigkeit frei.